# ’Allo ’Allo! (seria 1)
Pilot serialu ’Allo ’Allo! został nadany na BBC One 30 grudnia 1982. Premierowa emisja serii 1. na tym samym kanale trwała od 14 września do 26 października 1984. Scenarzystami byli Jeremy Lloyd i David Croft. Ten ostatni był także reżyserem pilota i wszystkich odcinków pierwszej serii.

## Obsada
Pierwszą obsadę serialu stanowili:
- Gorden Kaye jako René Artois
- Carmen Silvera jako Madame Edith
- Vicki Michelle jako Yvette
- Francesca Gonshaw jako Maria
- Richard Marner jako pułkownik von Strohm
- Sam Kelly jako kapitan Geering
- Guy Siner jako porucznik Gruber
- Kim Hartman jako Helga
- Richard Gibson jako Herr Flick
- Hilary Minster jako generał von Klinkerhoffen
- Rose Hill jako Madame Fanny
- Jack Haig jako Roger LeClerc
- Kirsten Cooke jako Michelle
- Kenneth Connor jako Monsieur Alfonse
- John D. Collins jako Fairfax
- Nicholas Frankau jako Carstairs

## Fabuła

### Pilot
Czasy II wojny światowej. René Artois prowadzi wraz z żoną kawiarnię położoną na rynku małego miasteczka Nouvion na północy okupowanej Francji. Michelle, przywódczyni lokalnego Ruchu Oporu, zmusza René do ukrycia w swoim lokalu dwóch zestrzelonych przez Niemców brytyjskich lotników – Fairfaksa i Carstairsa. Aby ułatwić ich szybkie wysłanie z powrotem do Anglii, René zostaje wyposażony w radiostację do komunikacji z Londynem. Kamuflażem dla radia staje się nocnik zniedołężniałej teściowej René, Madame Fanny, spędzającej większość czasu w łóżku na strychu. Sam René otrzymuje konspiracyjny pseudonim Nocny Jastrząb (z tym wiąże się tytuł serialu – gdy René chce nawiązać połączenie z Londynem, mówi przez radio: „’Allo ’Allo! Tu Nocny Jastrząb!”). Dodatkowym wsparciem ma być też Monsieur Leclerc, wyciągnięty specjalnie na tę okazję z więzienia podstarzały fałszerz, młodzieńcza miłość Madame Fanny. Jego zadaniem jest przygotowanie w zaciszu piwnicy kawiarni nowych dokumentów dla lotników. Tymczasem niemiecki komendant miasta, pułkownik von Strohm, i jego adiutant kapitan Geering jakiś czas temu złamali surowy nakaz odsyłania wszystkich zrabowanych dzieł sztuki do Berlina i zatrzymali sobie, licząc na zyski po wojnie, drogocenny obraz Upadłej Madonny z Wielkim Cycem pędzla Van Klompa. Hitler jest zaniepokojony zniknięciem obrazu i przysyła celem przeprowadzenia śledztwa zaufanego oficera Gestapo, Herr Flicka, blisko spokrewnionego z samym Himmlerem. Przerażeni pułkownik i kapitan zmuszają René do ukrycia płótna w jego piwnicy.

### Odcinek 1
Pułkownik i kapitan coraz poważniej obawiają się o swoją przyszłość i są bliscy decyzji, by zwalić całą winę za kradzież obrazu na René. Ten przekonuje ich, że może załatwić wysłanie obrazu do Anglii, gdzie zostanie znakomicie skopiowany. Wtedy Hitler otrzyma kopię, a oni będą mogli zatrzymać oryginał. Muszą jednak spełnić jeden warunek: pożyczyć lotnikom swoje mundury, by zdołali bezpiecznie uciec. Tymczasem Herr Flick postanawia nawiązać bliższą znajomość z ponętną sekretarką pułkownika, Helgą.

### Odcinek 2
René chwilowo nie może używać radia, bo w pokoju jego teściowej ukrywają się pozbawieni mundurów niemieccy oficerowie. Lotnicy w czasie próby ucieczki zostają schwytani przez Komunistyczny Ruch Oporu (mocno skonfliktowany z wierną de Gaulle’owi grupą Michelle). W czasie bitwy obu oddziałów piloci uciekają. Bojąc się, że zostaną uznani za szpiegów, palą mundury i przywdziewają stroje strachów na wróble. René obiecuje pułkownikowi i kapitanowi, że Londyn przyśle im nowe mundury, a tymczasem przebiera ich w stroje sprzedawców cebuli. Gdy odkrywa to Herr Flick, przekonują go, że próbują infiltrować środowisko francuskich chłopów.

### Odcinek 3
Michelle ma kolejny plan: na łące w pobliżu miasteczka w nocy ma wylądować brytyjski samolot, którym przyleci krawiec (jak się okazuje – żydowskiego pochodzenia) z nowymi mundurami. W drodze powrotnej ma zabrać obu angielskich lotników. Równocześnie Michelle ukrywa w butelce po ginie nitroglicerynę, mającą posłużyć do wysadzenia niemieckiego pociągu. Już na miejscu okazuje się, że mundury są za małe i trzeba je zabrać z powrotem do Anglii do przeróbek, a w samolocie nie ma miejsca dla lotników. Zrezygnowany kapitan chce się napić ginu. W ostatniej chwili dowiaduje się, co jest w butelce, i przerażony odrzuca ją odruchowo w stronę przejeżdżającego pociągu, mimowolnie powodując jego eksplozję.

### Odcinek 4
René oraz dwaj niemieccy oficerowie – wciąż w przebraniu sprzedawców cebuli – zostają aresztowani pod zarzutem wysadzenia pociągu. Pułkownik obiecuje René, że jeśli ten zdoła wyciągnąć jego i kapitana z więzienia, to on zaraz po powrocie do biura każe go uwolnić. Podczas wizyty w areszcie Madame Fanny i Madame Edith zamieniają się ubraniami z obydwoma oficerami, którzy opuszczają lochy w kobiecym przebraniu. Pułkownik już ma ułaskawić René, gdy do jego biura wpada dowódca okręgu – generał von Klinkerhoffen – i nakazuje publiczne rozstrzelanie jednego z sabotażystów, aby dać innym przykład. Co gorsza, egzekucją ma dowodzić stały bywalec kawiarni, zalecający się do René homoseksualny porucznik Gruber. Aby ratować przyjaciela, pułkownik podmienia naboje plutonu egzekucyjnego na ślepe, o czym Gruber jednak nie wie. René jedynie udaje swoją śmierć.

### Odcinek 5
René powraca do kawiarni, mówiąc wszystkim niewtajemniczonym, iż jest przybyłym na wieść o śmierci brata własnym bliźniakiem – również o imieniu René. Aby zachować pozory, musi zorganizować własny pogrzeb. Wtedy właśnie po raz pierwszy pojawia się w serialu lokalny krezus, przedsiębiorca pogrzebowy Monsieur Alfonse. Skoro René formalnie nie żyje, nieważny jest też jego związek małżeński z Madame Edith. Monsieur Alfonse postanawia zawalczyć zatem o jej względy. René woli swoje kelnerki od żony, ale po jego „śmierci” to ona jest jedyną właścicielką kawiarni. Tymczasem Michelle ukrywa w trumnie minę. Kiedy laweta przypadkowo zderza się z samochodem gestapowca Herr Flicka, następuje wybuch.

### Odcinek 6
Komunistyczny Ruch Oporu porywa pułkownika i kapitana. Herr Flick wszczyna gorączkowe poszukiwania. Wkrótce komuniści uprowadzają też René, aby mógł osobiście zastrzelić obu Niemców i tym samym pomścić brata. W ostatniej chwili ratuje ich jednak szturm Michelle i jej oddziału. Kapitan przekazuje Herr Flickowi zrzuconą przez brytyjskie lotnictwo kopię drogocennego obrazu, a właściwie tak mu się tylko wydaje, bo w rzeczywistości oddaje gestapowcowi oryginał.

### Odcinek 7
Rene i Madame Edith zostają wysłani do lochów, gdzie swoją kwaterę ma Herr Flick. Mają podmienić obrazy, ale ostatecznie udaje im się tylko pozostawić tam kopię, nie odzyskują zaś oryginału. Tymczasem Michelle chce, aby lotnicy przebyli kanał La Manche na łodzi wiosłowej. W końcu Anglicy wracają jednak do kawiarni, a ich problem pozostaje nierozwiązany.